# Ophiodothella palmicola
Ophiodothella palmicola är en svampart som beskrevs av Bat. & Peres 1960. Ophiodothella palmicola ingår i släktet Ophiodothella och familjen Phyllachoraceae.   Inga underarter finns listade i Catalogue of Life.